# På tur med far - Julegaven til Prik 1:6
|  | Denne artikel er oprettet af botten Steenthbot ud fra en ekstern database. Den kan derfor have sproglige fejl eller mangler. Denne skabelon kan fjernes efter kontrol af indholdet. |

På tur med far - Julegaven til Prik 1:6 er en dansk dokumentarfilm fra 2018 instrueret af Laurits Munch-Petersen.

## Handling
Iris elsker at tage på tur med sin far, for under køreturen har hun ham helt for sig selv. Iris og far skal til Møn og fejre jul hos farmor og farfar, så de har travlt med at pakke alle julegaverne. Men er der én, de har glemt? Og Iris tager fars briller på, og får pludselig øje på alle mulige fantastiske ting ud af vinduet. Men kan det passe at hun kan se helt til Kina?

## Medvirkende
- Laurits Munch-Petersen, Far
- Iris Munch-Petersen, Iris